# قسم خليفان
قسم خليفان، (بالكردية: ناوچەی خەلیفان‏)، هي قسم في مقاطعة مهاباد، محافظة أذربیجان الغربیة في إيران.
حسب إحصاءات عام 2006، بلغ إجمالي السكان في قسم خليفان 17,744 نسمة وعدد المساكن بلغ 2,741 مسكن.
‌